# Ель-Чальтен
Ель-Чальте́н (ісп. El Chaltén) — містечко на заході провінції Санта-Крус, департамент Лаго-Архентіно.

## Клімат
Містечко знаходиться у зоні, котра характеризується кліматом тропічних степів. Найтепліший місяць — січень із середньою температурою 10.6 °C. Найхолодніший місяць — липень, із середньою температурою -0.4 °С.
| Клімат Ель-Чальтена     | Клімат Ель-Чальтена | Клімат Ель-Чальтена | Клімат Ель-Чальтена | Клімат Ель-Чальтена | Клімат Ель-Чальтена | Клімат Ель-Чальтена | Клімат Ель-Чальтена | Клімат Ель-Чальтена | Клімат Ель-Чальтена | Клімат Ель-Чальтена | Клімат Ель-Чальтена | Клімат Ель-Чальтена | Клімат Ель-Чальтена |
| Показник                | Січ.                | Лют.                | Бер.                | Квіт.               | Трав.               | Черв.               | Лип.                | Серп.               | Вер.                | Жовт.               | Лист.               | Груд.               | Рік                 |
| Середня температура, °C | 10,6                | 10,4                | 8,4                 | 5,7                 | 2,4                 | 0,2                 | −0,4                | 1,2                 | 3,6                 | 6,1                 | 8,2                 | 9,7                 | 5,5                 |
| Норма опадів, мм        | 108.8               | 110.4               | 122                 | 123.1               | 119.6               | 116.3               | 122.1               | 100.3               | 99.3                | 105                 | 102.7               | 109.9               | 1339.5              |
| Днів з опадами          | 4,3                 | 3,5                 | 5,2                 | 7,7                 | 8                   | 6,4                 | 7,3                 | 6,3                 | 5,2                 | 5                   | 4                   | 4,5                 | 67,4                |
| Вологість повітря, %    | 53.7                | 55                  | 59.8                | 65.9                | 73.7                | 77                  | 77.6                | 72.1                | 64.8                | 57.8                | 54                  | 53.3                | 63.7                |
| ----------------------- | ------------------- | ------------------- | ------------------- | ------------------- | ------------------- | ------------------- | ------------------- | ------------------- | ------------------- | ------------------- | ------------------- | ------------------- | ------------------- |
| Джерело: Weatherbase    |                     |                     |                     |                     |                     |                     |                     |                     |                     |                     |                     |                     |                     |